# Hr.Ms. Van Galen (1967)
Hr.Ms. Van Galen (F 803) is een Nederlands fregat van de Van Speijkklasse. Het schip is vernoemd naar de Nederlandse vlootvoogd Jan van Galen en is het vijfde schip vernoemd naar Van Galen. De Nederlandse scheepswerf de Koninklijke Maatschappij de Schelde nam de bouw van het schip voor de rekening.
Na de uitdienstname is het schip verkocht aan Indonesië. Bij de Indonesische marine doet het schip dienst als Yos Sudarso.